# 311 South Wacker Drive
311 South Wacker Drive – wieżowiec w centrum Chicago, w stanie Illinois w USA.
Ma 64 piętra i 293 m wysokości. Budowa została ukończona w 1990. Jest szóstym co do wysokości wieżowcem w Chicago, a czternastym w USA.
Jest najwyższym wieżowcem w USA wykonanym z żelbetu i najwyższym na świecie o takiej nazwie jak adres przy którym się znajduje.
Ogromny hol główny jest wysokości 26 m którego część znajduje się pod ziemią. Znajduje się w nim ogród "Winter garden" z palmami i fontanną.
Jest wieżowcem dobrze widocznym w nocy ze względu na wyraźnie oświetloną szczytową część budynku w kształcie "korony" której wygląd jest bardzo zbliżony do pierścionka zaręczynowego podarowanego przez architekta żonie.